# Stockholms kommuns geografi

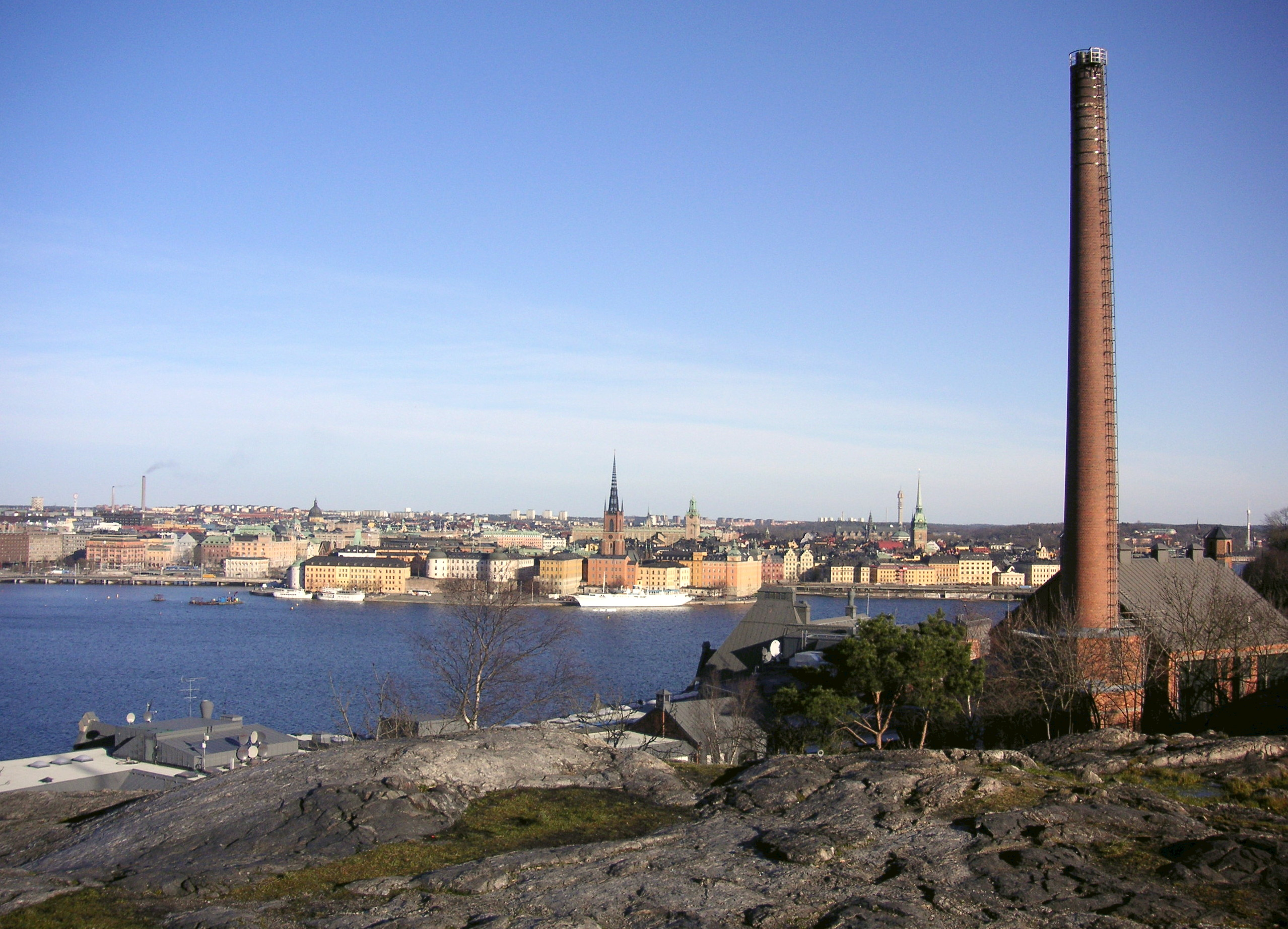
Utsikt från Skinnarviksberget (53 m ö.h.) över Riddarfjärden mot norr. Mitt i bild Riddarholmen med Riddarholmskyrkan. Skorstenen till höger tillhör före detta Münchenbryggeriet.

Stockholms kommun ligger vid Mälarens utlopp i Saltsjön. Längs Mälaren går i kommunens södra del en förkastningsbrant som sträcker sig hela vägen från Vårby i väster till Björkhagen i öster. Även på Södermalm finns en utlöpare av denna förkastningsbrant som ger stadsdelen ett dramatiskt intryck sett från norr. Kommunens norra del är mer låglänt.
Stadsdelar som Skrubba, Orhem, Flaten, Norra Djurgården och Hansta är ännu i stort sett obebodda och erbjuder friluftsliv och avkoppling för stadens invånare.

## Stockholms högsta naturliga punkt
I sin helhet ger kommunen ett ganska kuperat intryck där närvaron av ett flertal höjder över 50 meter ger kontrast till Mälarens vattenyta. Stockholms kommuns högsta naturliga punkt, 77,24 meter över havet (m ö.h.), är på Vikingaberget i Vårberg på gränsen mellan Stockholms kommun och Huddinge kommun. Vikingaberget ligger med utsikt över Vårbyfjärden.

## Stadsdelar
Stockholms kommun är sedan den 19 april 1904 indelad i stadsdelar. Staden består av 117 stadsdelar. Av dessa ligger 44 i Västerort, 21 i innerstaden och 52 i Söderort. Gränserna mellan stadsdelarna fastställs av kommunen.
Den största stadsdelen till ytan är Hässelby Villastad, 758 hektar. Den minsta är Riddarholmen, 6 hektar.
Stockholms innerstad består av följande stadsdelar. Gränsen mellan södra och norra innerstaden går i Mälaren-Riddarfjärden-Karl Johansslussen-Norrström-Saltsjön.

### Södra innerstaden
Långholmen, Reimersholme, Södermalm, Södra Hammarbyhamnen (Hammarby Sjöstad)

### Norra innerstaden
Djurgården, Fredhäll, Gamla stan, Hjorthagen, Kristineberg, Kungsholmen, Gärdet (Ladugårdsgärdet), Lilla Essingen, Marieberg, Norra Djurgården, Norrmalm, Riddarholmen, Skeppsholmen, Stadshagen, Stora Essingen, Vasastaden, Östermalm
Stockholms centrum, som i princip kan sägas bestå av nedre Norrmalm, kallas ibland för city. Inspiration till detta uttryck har kommit från London, där stadens centrum emellertid faktiskt utgör en egen stad, City of London, inom den större enheten Greater London.

### Söderort
Söderort ligger söder om Mälaren, Årstaviken och Hammarby Sjö, dock tillhör Södra Hammarbyhamnen innerstaden.
Gröndal, Liljeholmen, Årsta, Aspudden, Midsommarkransen, Västberga, Östberga, Enskedefältet, Enskede gård, Johanneshov, Hammarbyhöjden, Björkhagen, Hägersten, Hägerstensåsen, Solberga, Liseberg, Örby slott, Stureby, Gamla Enskede, Enskededalen, Kärrtorp, Mälarhöjden, Bredäng, Sätra, Skärholmen, Vårberg, Västertorp, Fruängen, Långbro, Herrängen, Långsjö, Älvsjö, Hagsätra, Örby, Rågsved, Högdalen, Bandhagen, Svedmyra, Tallkrogen, Gubbängen, Hökarängen, Fagersjö, Farsta, Farstanäset, Farsta strand, Larsboda, Sköndal, Skarpnäcks gård, Bagarmossen, Flaten, Orhem, Skrubba

### Västerort
I Västerort ingår Kälvesta, Hässelby villastad, Vinsta, Nälsta, Flysta, Sundby, Bällsta, Mariehäll, Hässelby gård, Hässelby strand, Grimsta, Vällingby, Råcksta, Beckomberga, Eneby, Bromma Kyrka, Blackeberg, Norra Ängby, Södra Ängby, Nockebyhov, Åkeshov, Riksby, Åkeslund, Ulvsunda industriområde, Ulvsunda, Nockeby, Olovslund, Abrahamsberg, Stora Mossen, Höglandet, Ålsten, Smedslätten, Äppelviken, Alvik, Traneberg, Akalla, Hansta, Husby, Kista, Tensta, Rinkeby, Lunda, Solhem, Bromsten

## Öar och holmar i Stockholms innerstad
| - Beckholmen - Djurgården eller Valdemarsön - Helgeandsholmen - Kastellholmen - Kungsholmen eller Västermalm - Lilla Essingen - Långholmen - Reimersholme | - Riddarholmen - Skeppsholmen - Stadsholmen eller Gamla stan - Stora Essingen - Strömsborg - Södermalm eller Åsön |

### Öar som blivit del av fastlandet
Följande öar har blivit en del av fastlandet genom markutfyllnad utförd under 1700-talet och senare.
- Blasieholmen var fram till början av 1700-talet en ö avskild från fastlandet av Näckström.
- Kyrkholmen (eller Myntholmen) - på vilken Nationalmuseum står idag - var en ö fram till mitten av 1800-talet.
- Blekholmen mellan Norrmalm och Kungsholmen var fram till 1700-talet en ö.
- Smedsudden (Smedsholmen eller Marieskär) söder om Kungsholmen var fram till slutet av 1700-talet en ö.
- Kanonholmarna var tre små öar som sedan 1960-talet är en del av Smedsudden.
- Glasbruksholmen var en konstgjord ö som anlades under 1720 och 1730-talet vid Kungsholmens sydöstra spets.

Om man strikt hårdrar det så var även Norra Djurgården, Ladugårdsgärdet och Östermalm rester av en "ö" fram till 1800-talets igenfyllning av Rännilen. Området var avgränsat av Brunnsvikens utlopp i Lilla Värtan via Ålkistan och av Träskets utlopp i Nybroviken via Rännilen.

## Öar i Mälaren utanför innerstaden
- Hässelby holme
- Lambarön
- Lindholmen, Stockholm
- Rotholmen, Stockholm
- Årsta holmar

## Öar i sjöar helt eller delvis inom Stockholms gränser
- Kaninholmen i Magelungen
- 2 holmar i Flaten
- 3 holmar i Drevviken

## Sjöar, vikar och vattendrag
Några sjöar, vikar och vattendrag i och omkring Stockholm (urval)

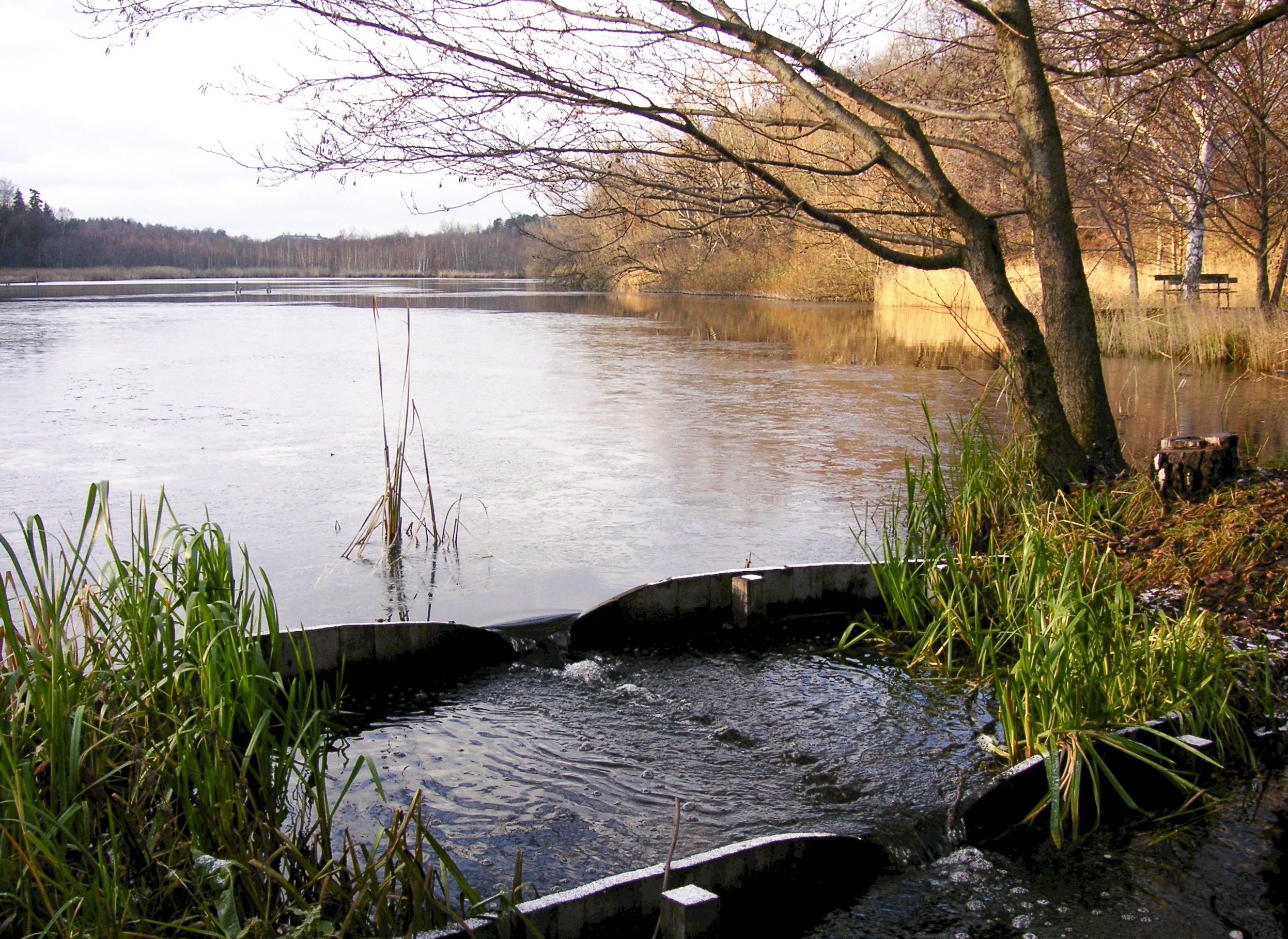
Laduviken

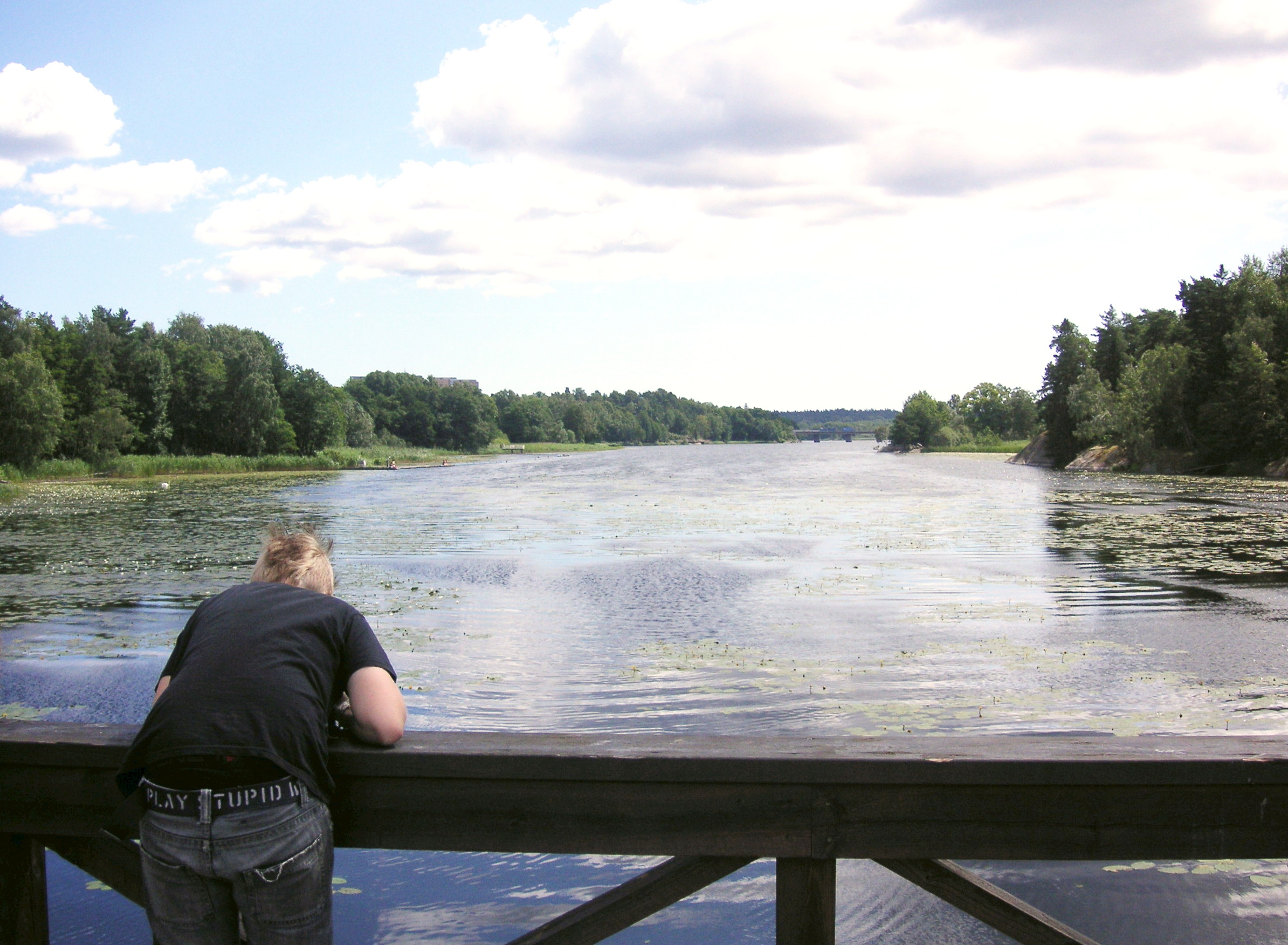
Magelungen

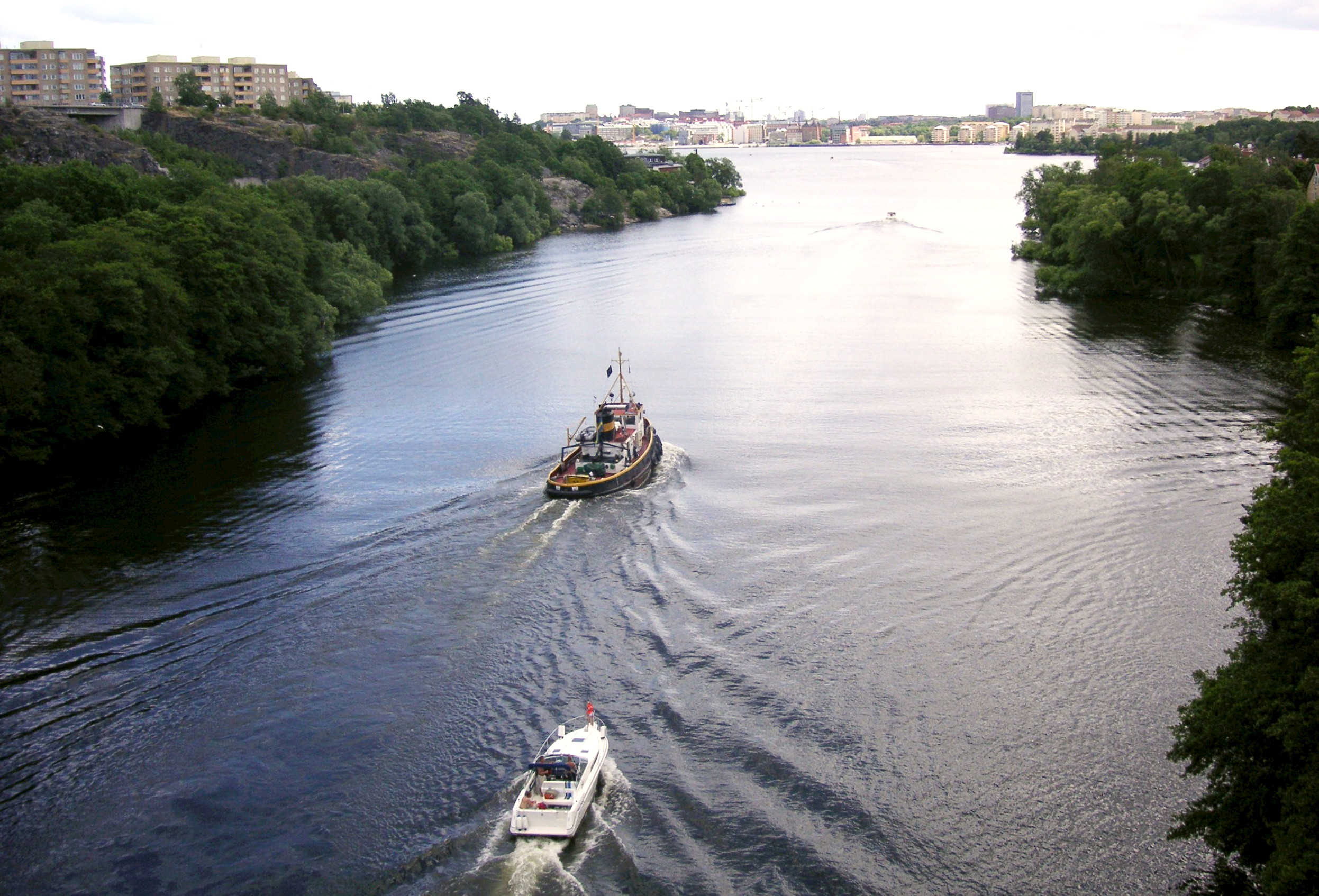
Ulvsundasjön

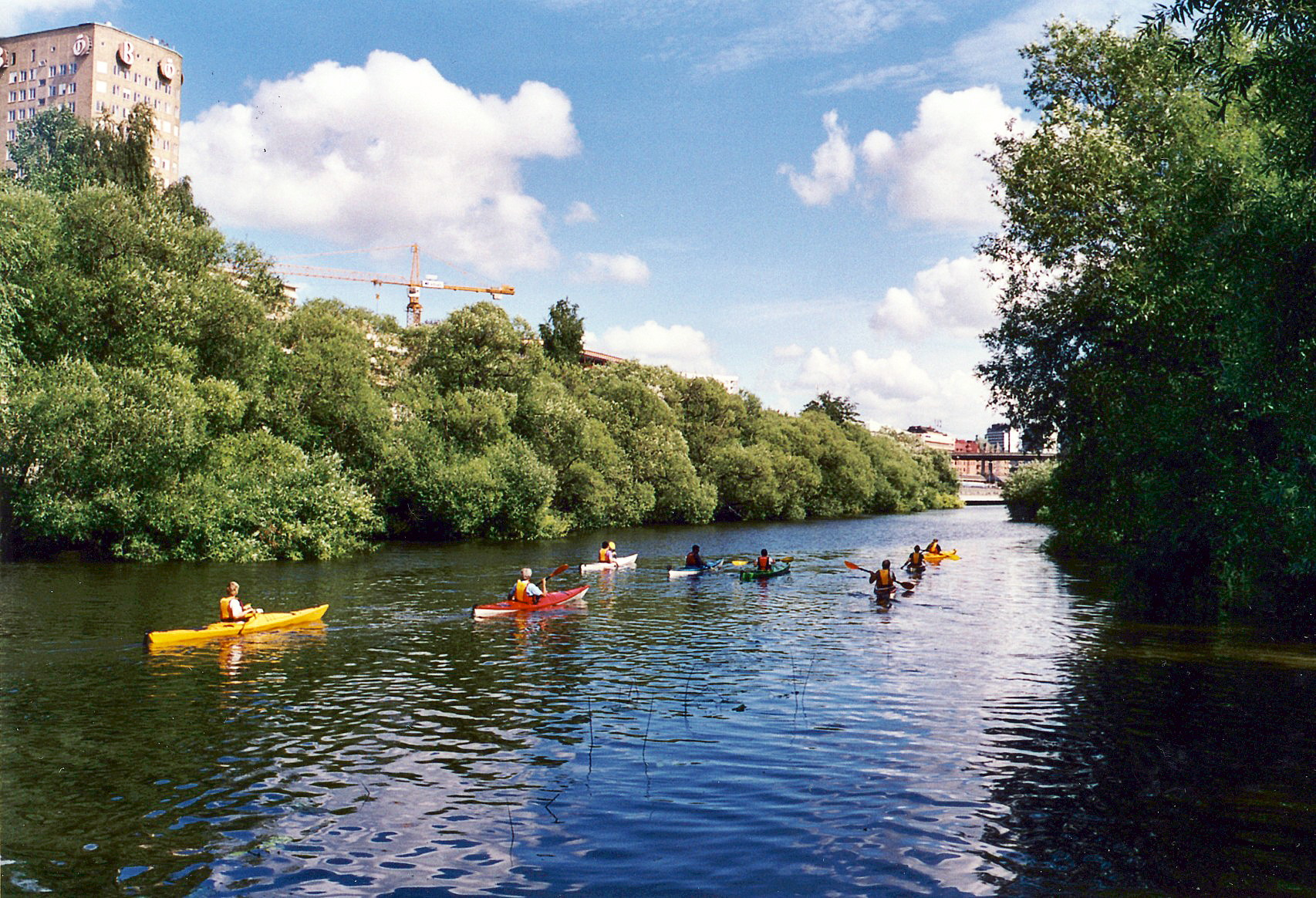
Barnhusviken

### Västerort
- Råcksta träsk
- Kyrksjön
- Judarn
- Lillsjön

### Djurgården
- Lappkärret
- Spegeldammen
- Laduviken
- Isbladskärret

### Tyresåns sjösystem
- Flaten
- Drevviken
- Magelungen
- Orlången

### Mälarvikar
- Östra Mälaren
- Ulvsundasjön
- Vinterviken
- Riddarfjärden
- Karlbergskanalen
- Karlbergssjön
- Barnhusviken
- Klara sjö
- Årstaviken

### Saltsjövikar
- Brunnsviken
- Djurgårdsbrunnsviken
- Hammarby sjö
- Husarviken
- Lilla Värtan
- Ladugårdslandsviken
- Saltsjön
- Svindersviken
- Uggleviken

### Vattendrag
- Bällstaån
- Igelbäcken
- Skärholmsbäcken
- Sätraån
- Årstaskogens bäckravin

## Högsta punkter
Såsom ovan nämnts ger kommunen i sin helhet ett ganska kuperat intryck där närvaron av ett flertal höjder över 50 meter ger kontrast till Mälarens vattenyta. Den högsta naturliga punkten i Stockholm är Vikingaberget i stadsdelen Vårberg, 77,24 meter över havet (m ö.h.), som ligger på gränsen mellan Stockholms kommun och Huddinge kommun. Vikingaberget ligger med utsikt över Vårbyfjärden. Vikingaberget skall inte förväxlas med Vårbergstoppen. Vikingaberget är beläget cirka 400 meter åt nordväst från Vårbergstoppen. Egentligen är Vårbergstoppen i stadsdelen Skärholmens sydvästra kant två höjder bredvid varandra. Vårbergstoppen hette tidigare "Vårbergstippen" eller lokalt "Tippen" och är ett konstgjort berg i Vårberg inom Stockholms kommun. Vårbergstoppen byggdes under 1965–1982. Den har en höjd av 90 meter över havet och en diameter på 350 meter. 
I stadsdelen Bredäng hittar man de högst bebyggda bostadshusen på Lilla Sällskapets väg, 72 m ö.h. Den högsta punkten i Stockholms innerstad är Henriksdalsbergets sydvästra topp, 57 m ö.h. Den högsta punkten i staden innanför tullarna är Skinnarviksberget, 53 m ö.h. Den högsta naturliga punkten innanför tullarna är 53 m ö.h. och är beläget på Skinnarviksberget, som är ett bergsparti på Södermalm i Stockholm och har en strålande utsikt över Riddarfjärden och Kungsholmen. Inom Stockholms kommun är Högdalstoppen högsta höjd med 102 m ö.h., den är skapad av människohand av tippmassor under 1950- och 1960-talet.
Stockholms geografiska mittpunkt ligger på Bergsringen i stadsdelen Traneberg i Bromma, 59°21' nordlig bredd och 17°59' östlig längd.
- Långsjöhöjden, Långsjö, 73 m ö.h.

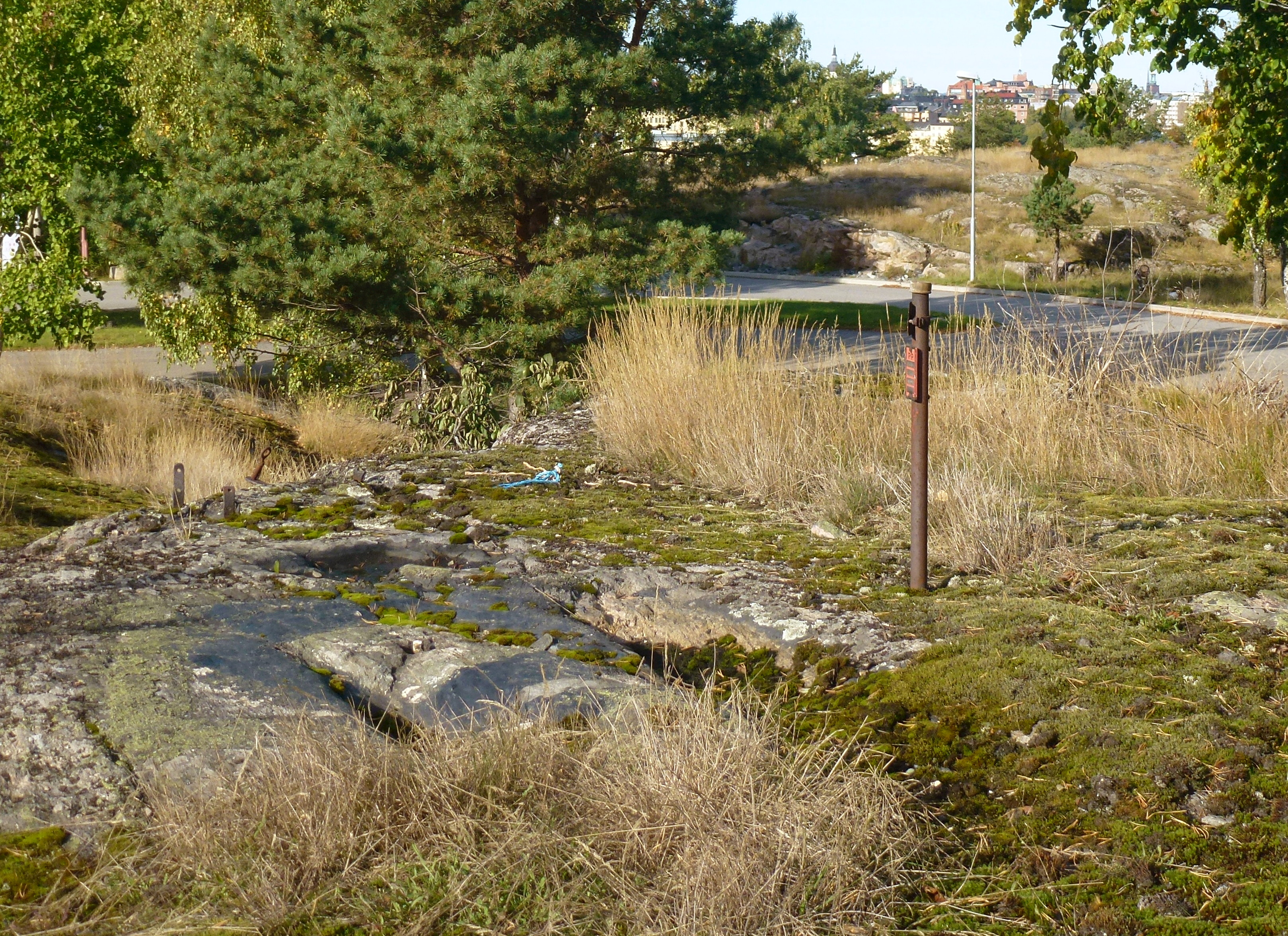
Den högsta punkten inom Stockholms innerstad, 57 meter över havet är Henriksdalsbergets sydvästra topp.

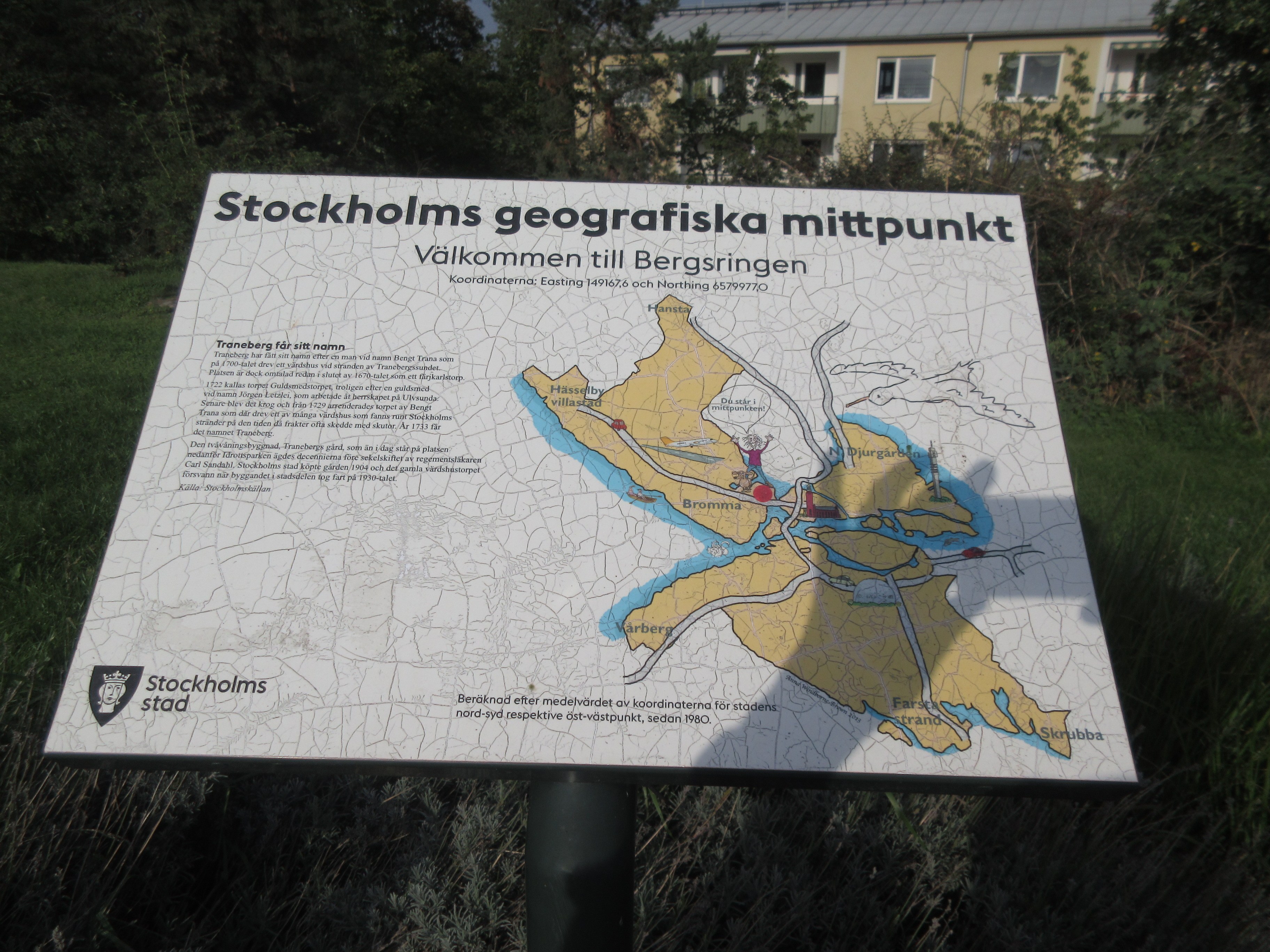
Tavla som visar Stockholms geografiska mittpunkt och sitter uppsatt på Bergsringen i Traneberg i Bromma.

- Lilla Sällskapets väg 22-32 34-44, Bredäng, 72 m ö.h.
- Rottnerosbacken, Farsta, 71 m ö.h.
- Bokbindarvägen, Hägerstensåsen, 67 m ö.h.
- Boråsvägen, Hammarbyhöjden, 62 m ö.h.
- Kumminvägen, Hökarängen, 61 m ö.h.
- Slätbaksvägen, Årsta, 60 m ö.h.
- Nybohovsberget, 58 m ö.h.
- Skinnarviksberget, 53 m ö.h.
- Stora Lappkärrsberget, 50 m ö.h.
- Fiskargatan vid Mosebacke Torg, 47,5 m ö.h.
- Stadshagen, 47 m ö.h.
- Vita Bergen, 46 m ö.h.
- Observatorielunden, 42 m ö.h.

Högsta konstgjorda toppar är
- Högdalstoppen nr 2, 102 m ö.h samt
- Hammarbytoppen, 87 m ö.h.

## Stadsdelsområden
Stockholms kommun är sedan 1 juli 2023 indelad i 11 stadsdelsområden.
| - Bromma - Enskede-Årsta-Vantör - Farsta - Hägersten-Älvsjö - Hässelby-Vällingby - Järva | - Kungsholmen - Norra innerstaden - Skarpnäck - Skärholmen - Södermalm |

I Stockholms innerstad bodde 285 826 invånare 2004. Söderort och Västerort hade 479 218 invånare.